# Пискури (Горж)
Пискури (рум. Piscuri) насеље је у Румунији у округу Горж у општини Плопшору. Oпштина се налази на надморској висини од 221 m.

## Становништво
Према подацима из 2002. године у насељу је живело 973 становника, од којих су сви румунске националности.